# Uwe Rahn
Pour les articles homonymes, voir Rahn.
Uwe Rahn est un footballeur allemand né le 21 mai 1962 à Mannheim. Il évoluait au poste d'attaquant.
Uwe Rahn n'a aucun lien de parenté avec Helmut Rahn, autre international allemand vainqueur de la Coupe du monde de football 1954.

## Biographie

### En club
Uwe Rahn commence le football en 1970 au TSV Schönau, un club de sa ville natale Mannheim. En 1975, il rejoint la section jeune du SV Waldhof Mannheim, le plus grand club de football de la ville. À 18 ans, il commence sa carrière en Bundesliga en rejoignant le Borussia Mönchengladbach, dès la première journée de la saison 1980-1981, il est titularisé lors de la défaite contre le Fortuna Düsseldorf (1-2), il sera remplacé à la 73e minute. Lors de cette saison, il jouera 14 matchs.
Uwe Rahn marque son premier but en Bundesliga le 28 mars 1981, lors de la victoire à domicile 4 à 1 contre le MSV Duisbourg, puis en fin de rencontre, il marquera son deuxième but.
À cette époque, le Borussia Mönchengladbach était une équipe du milieu du tableau, mais en 1984, le club atteint la finale de la Coupe d'Allemagne perdue aux tirs au but contre le Bayern Munich (7-8). Rahn était titulaire lors de la finale, il sera remplacé à la 68e minute.
En 1987, Uwe Rahn termine meilleur buteur de Bundesliga avec 24 réalisations et sera élu footballeur de l'année en Allemagne.
Lors de l'été 1987, Ruud Gullit le futur Ballon d'Or 1987, quitte le PSV Eindhoven pour l'AC Milan, le champion des Pays-Bas souhaite la venue d'Uwe Rahn, mais le transfert échouera, le Borussia Mönchengladbach demandant la même somme de transfert que celle de Gullit vers Milan. Après cet épisode, le joueur ne retrouvera plus la même efficacité devant les buts, et en novembre 1988, il part à Cologne. Même si avec son nouveau club, il terminera deux fois vice-champion, Uwe Rahn ne sera plus le buteur d'avant.
En 1990, Uwe signe au Hertha Berlin, fraîchement promu en Bundesliga, mais avec sa méforme et quelques blessures, il ne pourra empêcher le club de retourner en deuxième division. Il change de nouveau de club, une saison au Fortuna Düsseldorf puis une autre à l'Eintracht Francfort avant de partir au Japon rejoindre les Urawa Red Diamonds où il terminera sa carrière.

### Équipe nationale
Uwe Rahn jouera 14 fois pour l'équipe d'Allemagne entre 1984 et 1987. Il marque son premier but le 17 octobre 1984, à Cologne contre la Suède, dans un match de qualification pour la Coupe du monde au Mexique, dix-neuf secondes après son entrée en jeu, il s'agit du but le plus rapide d'un nouveau joueur de la Mannschaft.
En 1986, il sera vice-champion du monde, mais sans avoir été utilisé par Franz Beckenbauer.

## Vie privée
Étoile montante du football allemand en 1987, puis subitement sur le déclin, Uwe Rahn ne retournera d'abord, après sa carrière, pas en Allemagne. Il vit neuf années en Italie puis six en Belgique, il ne reviendra en Allemagne qu'en 2009 et s'installera à Landshut.

## Palmarès
- 14 sélections et 5 buts en équipe d'Allemagne entre 1984 et 1987
- Finaliste de la Coupe du monde 1986 avec l'Allemagne
- Finaliste de la Coupe d'Allemagne en 1984 avec le Borussia Mönchengladbach
- Vice-Champion d'Allemagne en 1989 et 1990 avec le FC Cologne
- Meilleur buteur du championnat d'Allemagne en 1987 avec 24 buts
- Joueur de l'année en Allemagne en 1987.